# Primnoella grandisquamis
Primnoella grandisquamis är en korallart som beskrevs av Wright och Studer 1889. Primnoella grandisquamis ingår i släktet Primnoella och familjen Primnoidae. Inga underarter finns listade i Catalogue of Life.